# Sierra de Alcaraz
Pour les articles homonymes, voir Alcaraz (homonymie).
La sierra de Alcaraz est une chaîne de montagnes de la cordillère Prébétique située dans la province d'Albacete, au Sud-Est de l'Espagne. Son sommet le plus élevé est le Pico Almenara (es) avec une altitude de 1 796 m.
La rivière Guadalmena y a sa source.

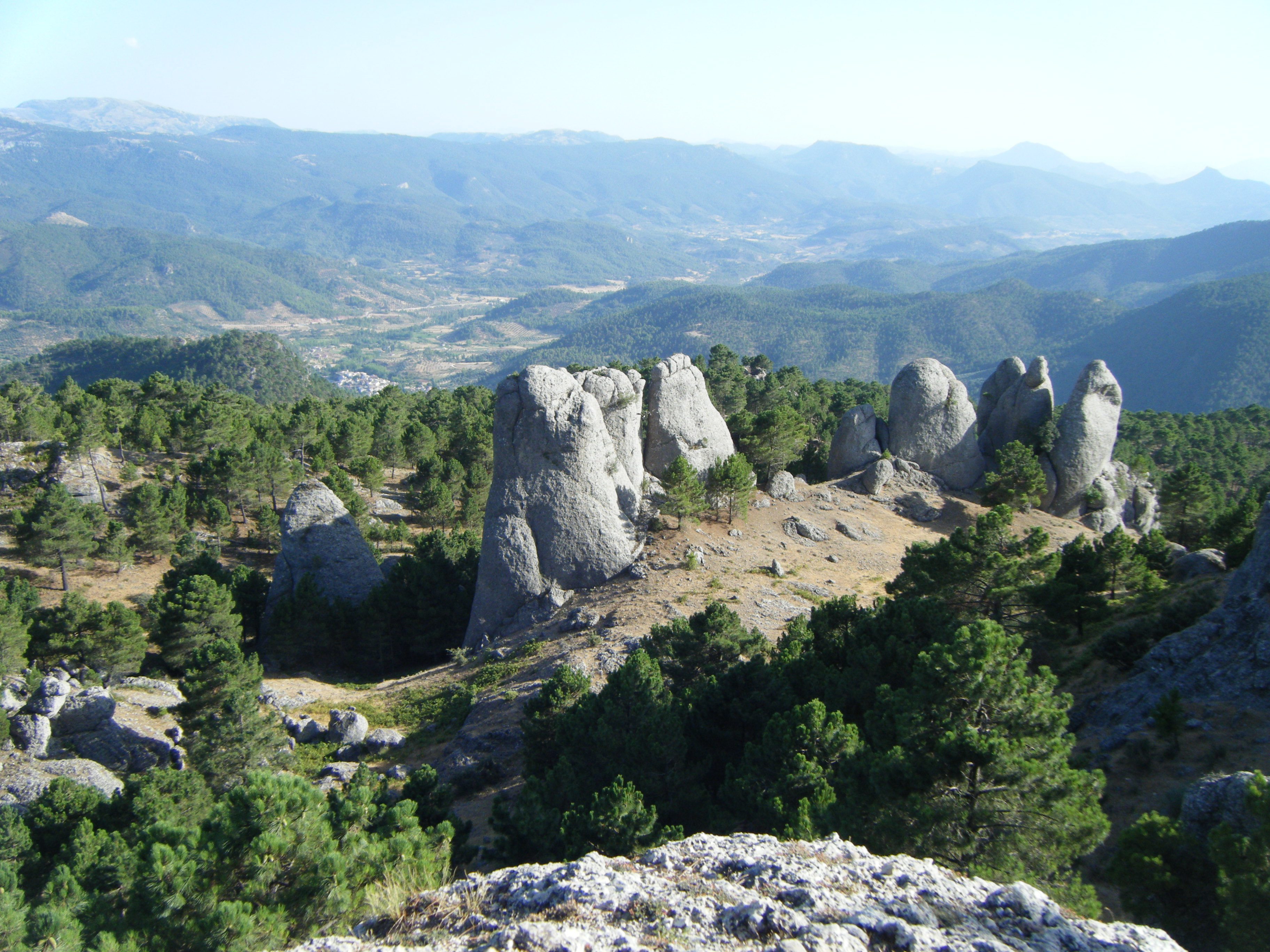
Los Picarazos.